# Necrose caseosa
Necrose caseosa ou degeneração caseosa é uma ação de degradação progressiva e irreversível feita por enzimas em tecidos lesionados. Característica de focos de tuberculose. Sua aparência (macroscopicamente) tem aspecto semelhante a um queijo cremoso, branco amarelado.
Ao exame microscópico, o foco necrótico se apresenta como material amorfo eosinófilo com restos celulares, devido a heterólise incompleta causada pela inibição das enzimas proteolíticas das células inflamatórias por componentes da cápsula do Mycobacterium tuberculosis. É composta por uma mistura de proteínas coaguladas e lipídeos.